# Décennie 1410 en architecture
| Années de l'architecture : 1407 - 1408 - 1409 - 1410 - 1411 - 1412 - 1413    |
| Décennies de l'architecture : 1380 - 1390 - 1400 - 1410 - 1420 - 1430 - 1440 |

Cet article présente les faits marquants de la décennie 1410 en architecture.

## Événements
- 1415 : Filippo Brunelleschi établit expérimentalement les règles de la représentation en perspective[1].
- 19 août 1418 : un concours pour un projet de dôme pour la cathédrale de Florence est lancé. La maquette exécutée par Brunelleschi est accepté en 1420[2].
- 1418 : plans de la chapelle Barbadori à Santa Felicita de Florence établis par l’architecte Filippo Brunelleschi[3].
- 1419 : l’architecte Filippo Brunelleschi établit les plans du Spedale degli Innocenti de Florence (construit de 1421 à 1444)[3].

## Réalisations
- 1409-1411 : construction de la tour Jean-sans-Peur à Paris[4].
- 1409-1419 : Fonte Gaia, fontaine réalisée pour la place publique de Sienne par Jacopo della Quercia[5].
- 1411-1440 : reconstruction du Guildhall à Londres sur les plans de John Croxton[6].
- 1415 : la construction d'un nouveau château en maçonnerie à Dubingiai en Lituanie par Vytautas le Grand est achevée[7].
- 1419 : construction du Jiqing-lou, le plus ancien et le plus grand du groupe de tulous du Fujian conservés dans le village de Chuxi, dans le Xian de Yongding, en Chine[8].

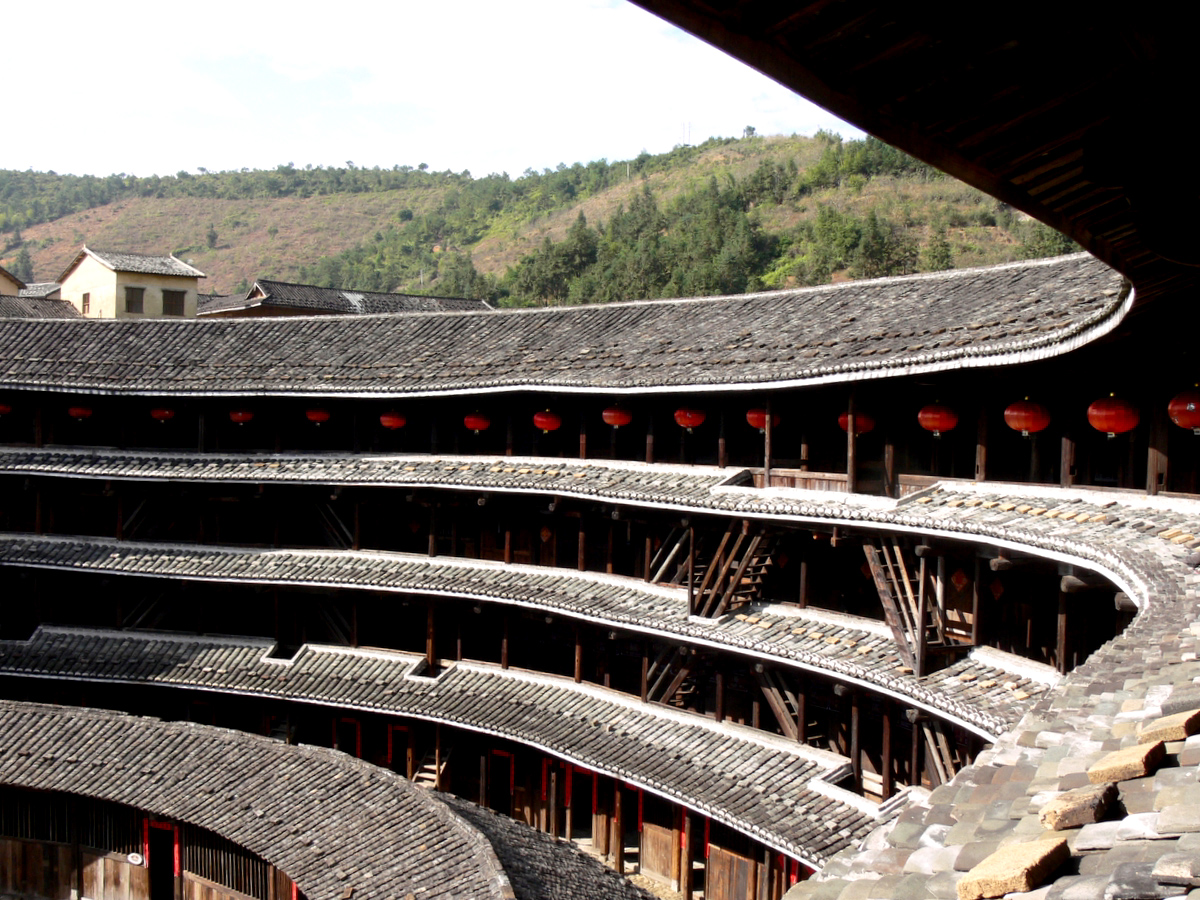
Le Jiqing-lou.